# Lygniodes reducens
Lygniodes reducens là một loài bướm đêm trong họ Erebidae.